# Agrotis anthracitica
Agrotis anthracitica är en fjärilsart som beskrevs av Alphéraky 1908. Agrotis anthracitica ingår i släktet Agrotis och familjen nattflyn. Inga underarter finns listade i Catalogue of Life.